# Dorstenia zenkeri
Dorstenia zenkeri är en mullbärsväxtart som beskrevs av Adolf Engler. Dorstenia zenkeri ingår i släktet Dorstenia och familjen mullbärsväxter. Inga underarter finns listade i Catalogue of Life.